# Thompsoniana imitans
Thompsoniana imitans es una especie de escarabajo longicornio del género Thompsoniana, tribu Callichromatini, orden Coleoptera. Fue descrita científicamente por Aurivillius en 1910.
El período de vuelo ocurre durante el mes de mayo.

## Descripción
Mide 23,3-28 milímetros de longitud.

## Distribución
Se distribuye por Indonesia y Malasia.